# Natufisk kultur

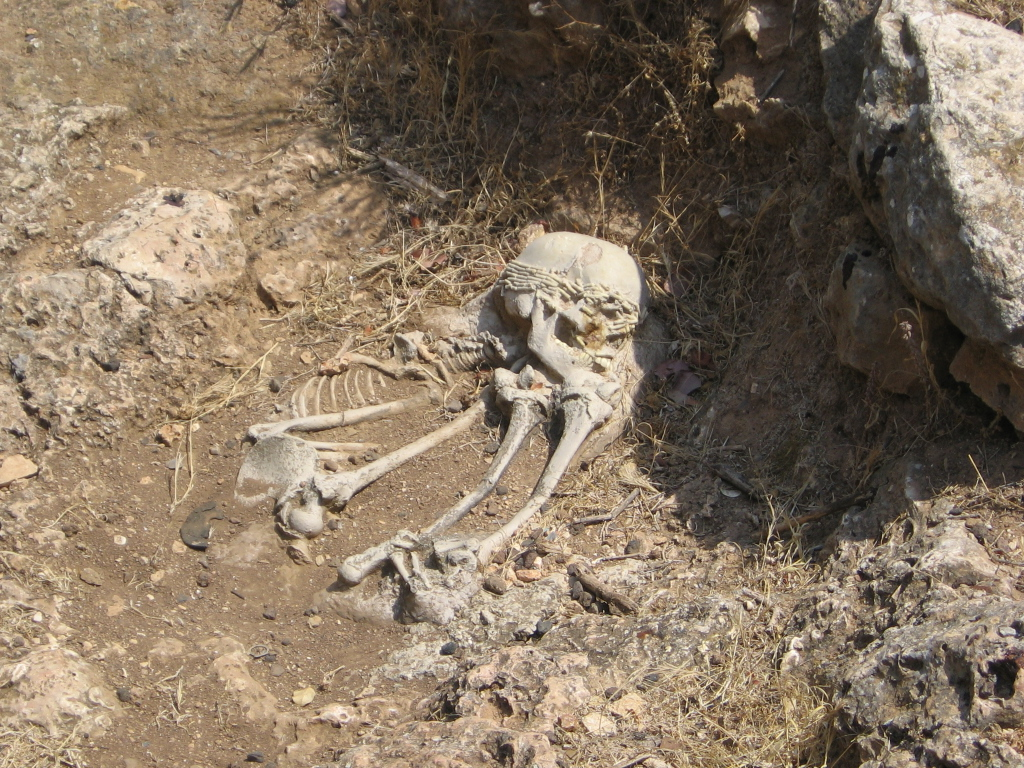
Natufisk grav (rekonstruerad), från El-Wad, Israel.

Natufisk kultur var en förhistorisk stenålderskultur, vilken existerade omkring 11 000 - 8500 f.Kr. i Levanten. Namnet kommer från fyndorten Wadi an-Natuf belägen nordväst om Jerusalem. 
Under 1900-talets början undersökte arkeologer ett flertal boplatser och gravar runt Karmelberget och höglandet i Palestina. Den brittiska arkeologen Dorothy Garrod identifierade dessa 1928 som en särskild förhistorisk kultur och kom att kallas natufisk efter fyndorten Wadi an-Natuf. Spår av natufisk kultur har även gjorts på andra platser i Jordandalen, exempelvis i Aïn Mallahah och Nahal Oren. I sitt senare skede spred sig kulturen även norrut till Syrien och västerut mot medelhavskusten.
Natufisk kultur uppkom under slutskedet av den äldre stenåldern eller paleolitikum, ungefär -1000 Holocen era enligt datering genom C14-metoden. Klimatet i Levanten var vid denna tid betydligt fuktigare än det torra ökenklimat som råder där idag. Större nederbörd gav upphov till öppna ekskogar på Karmelberget och det palestinska höglandet. Kulturen bestod fram till inledningen av en torrare period under mitten av 8000-talet f.Kr.
De natufiska boplatserna är bland de tidigaste tecknen på människans övergång till ett bofast liv. Hyddorna hade en grund av sten och en överbyggnad av trä och ris, markerad av stolphål. Gravarna låg runt husen på boplatsen. Bland de arkeologiska fynden finns smycken av snäckskal, ben och pärlor samt djur- och människohuvuden gjorda i ben och sten. Obsidian från Anatolien och skal från skaldjur som levde i Nilen tyder på långväga kontakter. Stenverktyg i form av yxor, skäror och malstenar har även hittats under utgrävningar.
Fynden av skäror och malstenar övertygade arkeologen Garrod att 1932 lansera sin teori att den natufiska kulturen var världens första jordbrukskultur. Ett försiktigare antagande är att människorna skördade vilda spannmålsväxter såsom korn och vete, vilka då fanns i rikliga mängder i skogarna. De jagade även vilda djur, framförallt gasell, och fångade sjöfåglar och fisk.
Den natufiska kulturen föregick den neolitiska revolutionen omkring 8000 f.Kr. då jordbrukskulturer uppkom i Jeriko och på andra platser i regionen.